# Ergane insulana
Ergane insulana là một loài nhện trong họ Salticidae.
Loài này thuộc chi Ergane. Ergane insulana được Ludwig Carl Christian Koch miêu tả năm 1881.